# Бригаде НОВ Хрватске
Током Народноослободилачке борбе народа Југославије, од 1941. до 1945. године у оквиру Народноослободилачке војске Југославије формирано је укупно 64 бригаде на подручју Хрватске. Већина бригада углавном је носила називе по регијама у којима су дејствовале.
Седам бригада проглашено је за пролетерске, а њих једанаест одликовано је Орденом народног хероја. Хрватске бригаде су учествовале и у борбама по Босни и Херцеговини, а оне пограничне према Словенији учествовале су у заједничким операцијама са словеначким јединицама.

## Списак бригада НОВ Хрватске
| назив                                                      | датум формирања     | место формирања                | одликовања          |
| ---------------------------------------------------------- | ------------------- | ------------------------------ | ------------------- |
| Прва личка пролетерска ударна бригада „Марко Орешковић“    | 8. јул 1942.        | Тоболић, код Слуња             | ОНХ, ОНО, ОПЗ и ОБЈ |
| Друга личка пролетерска ударна бригада                     | 19. август 1942.    | Крбавско поље                  | ОНХ, ОНО, ОПЗ и ОБЈ |
| Четврта кордунашка ударна бригада                          | 20. август 1942.    | Горњи Будачки                  | ОНО, ОПЗ и ОБЈ      |
| Седма банијска ударна бригада „Васиљ Гаћеша“               | 2. септембар 1942.  | Мославина                      | ОНХ, ОЗН и ОБЈ      |
| Осма банијска ударна бригада                               | 7. септембар 1942.  | Обљај, код Глине               | ОНХ, ОЗН и ОБЈ      |
| Прва далматинска пролетерска ударна бригада                | 6. септембар 1942.  | Добро, код Ливна               | ОНХ, ОНО, ОПЗ и ОБЈ |
| Трећа личка пролетерска ударна бригада                     | 15. септембар 1942. | Могорић                        | ОНХ, ОНО, ОПЗ и ОБЈ |
| Пета кордунашка ударна бригада                             | 16. септембар 1942. | Петрова Пољана                 | ОНО, ОПЗ и ОБЈ      |
| Друга далматинска пролетерска ударна бригада               | 2. октобар 1942.    | Уништа, код Бос. Грахова       | ОНХ, ОНО, ОПЗ и ОБЈ |
| Дванаеста славонска пролетерска ударна бригада             | 11. октобар 1942.   | Будићи, код Пакраца            | ОНХ, ОПЗ и ОБЈ      |
| Шеста приморско-горанска бригада                           | 12. октобар 1942.   | Дрежница, код Огулина          | ОПЗ, ОЗН и ОБЈ      |
| Тринаеста пролетерска ударна бригада „Раде Кончар“         | 17. новембар 1942.  | Горњи Сјеничак, код Вргинмоста | ОНХ, ОПЗ и ОБЈ      |
| Трећа далматинска ударна бригада                           | 12. новембар 1942.  | Врба, код Мућа                 | ОНХ, ОНО и ОБЈ      |
| Четрнаеста приморско-горанска бригада                      | 26. новембар 1942.  | Дрежница, код Огулина          | ОПЗ, ОЗН и ОБЈ      |
| Петнаеста кордунашка ударна бригада                        | 5. децембар 1942.   | Велика Кладуша                 | ОНО, ОПЗ и ОБЈ      |
| Шеснаеста банијска ударна бригада                          | 26. децембар 1942.  | Класнић, код Глине             | ОНХ, ОЗН и ОБЈ      |
| Шеснаеста омладинска ударна бригада „Јожа Влаховић“        | 30. децембар 1942.  | Горњи Борки, код Дарувара      | ОНО, ОЗН и ОБЈ      |
| Седамнаеста славонска ударна бригада                       | 30. децембар 1942.  | Воћин                          | ОПЗ, ОЗН и ОБЈ      |
| Четврта далматинска бригада                                | 6. јануар 1943.     | Шошићи, на Бикову              | ОЗН и ОБЈ           |
| Осамнаеста славонска ударна бригада                        | 11. фебруар 1943.   | Мијачи, код Пакраца            | ОЗН и ОБЈ           |
| Пета далматинска бригада                                   | 3. фебруар 1943.    | околина Босанског Грахова      | ОЗН и ОБЈ           |
| Трећа ударна бригада Седме банијске дивизије               | 1. мај 1943.        | Банија                         | ОЗН и ОБЈ           |
| 21. славонска ударна бригада                               | 17. мај 1943.       | Слатински Дреновац             | ОБЈ                 |
| Четврта бригада Седме банијске дивизије                    | 30. јун 1943.       | Обљај, код Глине               | ОЗН и ОБЈ           |
| Ударна бригада „Браћа Радић“                               | 4. септембар 1943.  | планина Калник                 | ОНО и ОБЈ           |
| Осма далматинска (шибенска) бригада                        | 10. септембар 1943. | Богдановићи, код Шибеника      | ОЗН и ОБЈ           |
| Девета далматинска (трогирска) бригада                     | 12. септембар 1943. | Сегет Доњи, код Трогира        | ОЗН и ОБЈ           |
| Десета далматинска (цетинска) бригада                      | 14. септембар 1943. | Дугопоље, код Сиња             | ОЗН и ОБЈ           |
| Друга (мославачка) ударна бригада Друге оперативне зоне    | 21. септембар 1943. | шума Гарић, Мославачка гора    |                     |
| Дванаеста далматинска (оточка) бригада                     | 21. септембар 1943. | Нережишћа, на Брачу            | ОЗН и ОБЈ           |
| Трећа приморско-горанска бригада Тринаесте дивизије НОВЈ   | септембар 1943.     | близина Сушака                 | ОЗН и ОБЈ           |
| Прва истарска бригада „Владимир Гортан“                    | 24. септембар 1943. | планина Учка                   | ОНО                 |
| Друга истарска бригада                                     | 25. септембар 1943. | Истра                          | ОЗН и ОБЈ           |
| 25. бродска (славонска) бригада                            | 29. септембар 1943. | Ораховица                      | ОЗН и ОБЈ           |
| Четврта приморско-горанска бригада Тринаесте дивизије НОВЈ | септембар 1943.     | Мркопаљ                        | ОЗН и ОБЈ           |
| Тринаеста далматинска (јужнодалматинска) бригада           | 21. септембар 1943. | Пељешац                        | ОЗН и ОБЈ           |
| Једанаеста далматинска ударна бригада                      | 2. октобар 1943.    | Козица, на Биокову             | ОЗН и ОБЈ           |
| Шеста далматинска (буковичка) бригада                      | 31. август 1943.    | Далматинска Буковица           | ОЗН и ОБЈ           |
| Седма далматинска ударна бригада                           | 12. септембар 1943. | Карин                          | ОЗН и ОБЈ           |
| Прва чехословачка бригада „Јан Жишка“                      | 26. октобар 1943.   | Бучје, код Пакраца             | ОЗН и ОБЈ           |
| Народноослободилачка бригада „Матија Губец“                | 12. децембар 1943.  | Липовчани, код Чазме           | ОЗН и ОБЈ           |
| Прва бригада 35. дивизије НОВЈ                             | 1. јануар 1944.     | Подлапац                       | ОЗН                 |
| Трећа (Плашчанска) бригада Осме дивизије НОВЈ              | 1. јануар 1944.     | Подлапац                       |                     |
| Туропољска ударна бригада „Фрањо Огулинац Сељо“            | 8. јануар 1944.     | Покупско                       | ОЗН и ОБЈ           |
| Прва (мославачка) бригада 33. дивизије НОВЈ                | 19. јануар 1944.    | Мославина                      | ОНО и ОБЈ           |
| Друга (мославачка) бригада 33. дивизије НОВЈ               | 19. јануар 1944.    | Мославина                      | ОЗН                 |
| Прва муслиманска бригада НОВЈ                              | 8. фебруар 1944.    | Велика Кладуша                 | ОБЈ                 |
| Осјечка ударна бригада                                     | 1. март 1944.       | Слободна Власт                 | ОЗН                 |
| Друга муслиманска бригада НОВЈ                             | 2. март 1944.       | Пећиград                       | ОБЈ                 |
| Карловачка ударна бригада                                  | 5. март 1944.       | Храшће, код Карловца           |                     |
| Прва загорска бригада                                      | 10. мај 1944.       | Селница                        | ОЗН                 |
| Четрнаеста далматинска (буковичка) бригада                 | 28. јун 1944.       | Биовичино Село, код Буковице   | ОЗН и ОБЈ           |
| Трећа бригада Тринаесте дивизије НОВЈ                      | 25. јул 1944.       | Лучани, код Делница            | ОЗН                 |
| Вировитичка ударна бригада                                 | 24. август 1944.    | Грубишно Поље                  | ОЗН                 |
| Жумберачка бригада                                         | 27. август 1944.    | Жумберак                       | ОЗН                 |
| Трећа истарска бригада                                     | 29. август 1944.    | Чабар                          | ОЗН                 |
| Трећа мославачка ударна бригада „Никола Демоња“            | 25. септембар 1944. | Поповац, код Гарешнице         |                     |
| Четврта ударна бригада Дванаесте дивизије НОВЈ             | 28. септембар 1944. | Подравска Слатина              | ОЗН                 |
| Подравска бригада „Миховил Павлек Мишкина“                 | 19. новембар 1944.  | Ђурђевац                       | ОЗН                 |
| Муслиманска бригада Осме дивизије НОВЈ                     | март 1945.          | Цазинска крајина               | ОЗН                 |